# Villa Moritz Hermann Schmidt
Die Villa für den Bauunternehmer Moritz Hermann Schmidt liegt im Stadtteil Oberlößnitz der sächsischen Stadt Radebeul, in der Maxim-Gorki-Straße 30.

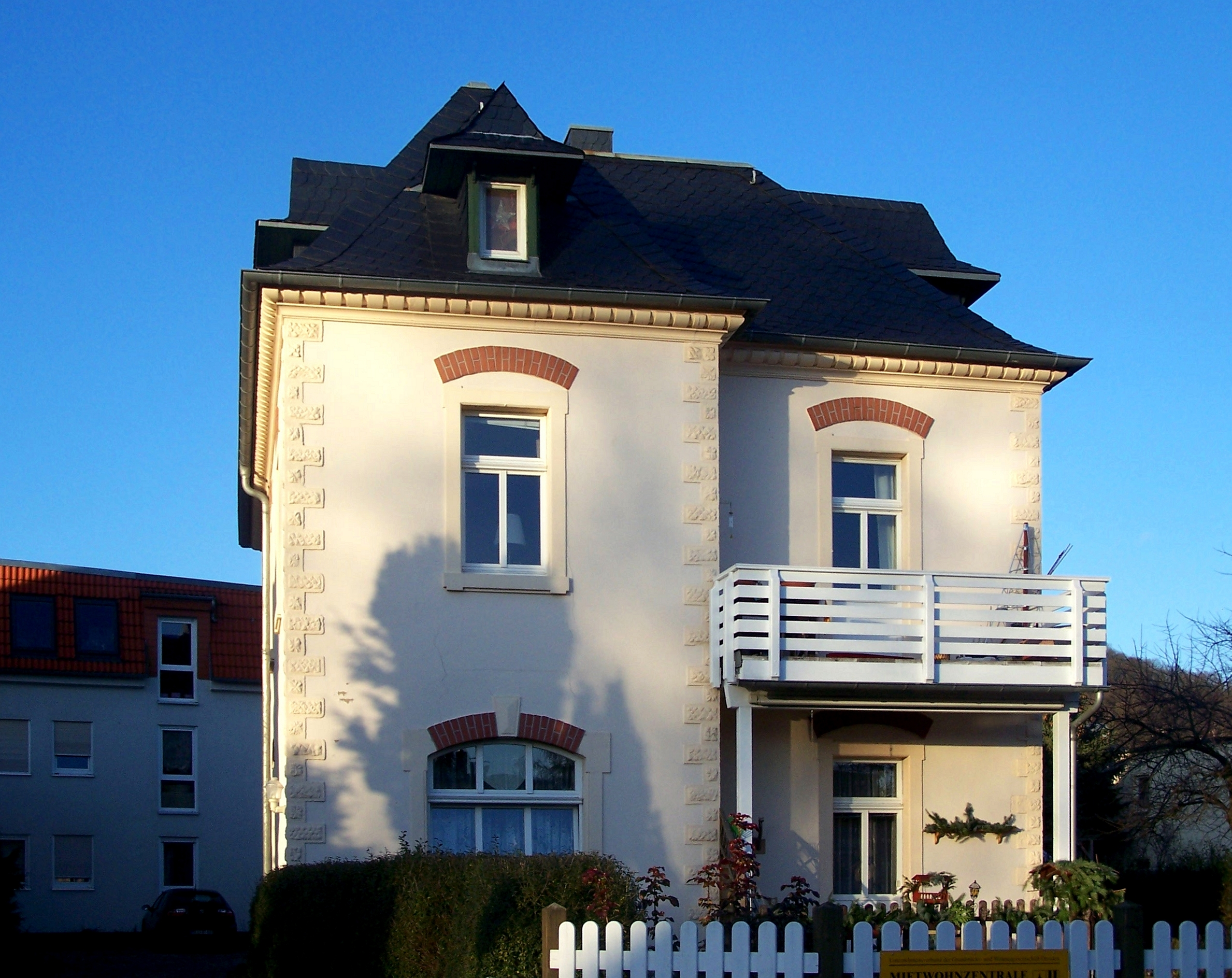
Villa Moritz Hermann Schmidt

## Beschreibung
Die zweigeschossige, heute unter Denkmalschutz stehende Villa steht auf einem Polygonalmauerwerkssockel, obenauf hat sie ein abgeplattetes Walmdach mit Dachgauben.
In der schmalen Straßenansicht steht links ein Seitenrisalit, die ehemalige Veranda rechts davon wurde durch einen Balkonneubau ersetzt. Das verputzte Gebäude wird an den Kanten durch Kunststeine als Eckquaderung sowie durch Ziegelsteingliederungen betont.
Der zweigeschossige Anbau auf der Rückseite des Hauptgebäudes trägt ein Flachdach.

## Geschichte
Die ehemalige Fabrikantenvilla wurde 1891 durch und für den Bauunternehmer Moritz Hermann Schmidt errichtet. Bereits 1899 erfolgte der zweigeschossige Anbau auf der Rückseite, um dort durch die Konservenfabrik Wilhelm Pramann eine Fabrikation von Erbswurst und Fertigsuppen betreiben zu können.
Der Fabrikant Fritz Keyl zog 1925 in dieses Anwesen, um dort seine von Dresden-Gruna dorthin verlegte Schuhfabrik F. Keyl zu betreiben. 1933 zog er mit der Fabrik in die neuerrichteten Fabrikgebäude in der Gartenstraße 70–72.